# Orde van de Hoveling
De Orde van de Hoveling, in de landstaal van Bahawalpur de "Imtiaz-i-Huzoori" geheten, is een ridderorde van de vorsten (Nawab) van Bahawalpur in de Punjab. De orde werd in 1903 ingesteld door de regerende Nawab, Z.H. Rukn-ud-Duala Nusrat-i-Jang Saif-ud-Daula Hafiz-ul-Mulik Mukhil-ud-Daula wa Huin-ad-Daula Nawab Al-Haj Sir Sadiq Muhammed Khan V Abbasi.
De orde heeft drie graden, het juweel is een vijfhoekige gouden of zilveren plaat met het portret van de in Arabische klederdracht, (een burnoos), geklede vorst. Om het portret staan zijn naam en titel in een Arabisch randschrift.
Het lint is wit met een groen-rood-groene rand en een zwarte middenstreep. De drie klassen werden op de linkerborst gedragen maar misschien droeg men de Ie Klasse aan een lint om de hals.
De onderscheiding werd niet aan Britten uitgereikt. De Britse bestuurders van de Raj mochten geen geschenken en zeker geen ridderorden aannemen van de quasi onafhankelijke Indiase vorsten. De vorsten stonden bekend om hun enorme rijkdom maar zij werden door de ambtenaren van de Britse onderkoning scherp in de gaten gehouden.De regering maakte bezwaar tegen het bestaan van ridderorden in de vorstenstaten maar zij zag het bestaan ervan door de vingers zo lang als er geen Britten in die ridderorden werden opgenomen. In een enkel geval heeft men gesanctioneerd dat een politieman een medaille van een Inlandse vorst ontving.
In 1947 werden de vorsten gedwongen om hun staten deel te laten uitmaken van de republiek India. In de "actie polo" greep het Indiase leger in opdracht van Nehru de macht in de zelfstandige rijken als Haiderapur en Patiala. De vorsten kregen een pensioen en zij bleven enige tijd een ceremoniële rol spelen. Hun ridderorden mochten niet worden gedragen in India maar voor zover het om gebruik binnen de familie en het hof ging werd het dragen van de orden van een maharadja door de vingers gezien.